# 日本メガネベストドレッサー賞
日本メガネベストドレッサー賞（にほんメガネベストドレッサーしょう）とは、かつて存在した、メガネが似合う著名人を表彰する賞である（主催は日本医用光学機器工業会、リードエグジビションジャパン株式会社、一般社団法人福井県眼鏡協会）。1988年に第1回が開催されたが、2020年の第33回を最後に事実上実施されなくなった。

## 概要
「今メガネのもっとも似合う各界の著名人」が対象で、毎年9月ごろに発表される。受賞者は、日本の眼鏡業界関係者からの投票結果をもとに主催者が決定する。表彰式は、毎年10月に開催される「メガネの国際総合展」の期間中に行われることが恒例となっている。
特別賞は、「今後メガネをかけて欲しい人」に贈られる。1990年の特別賞受賞後にメガネを常用するようになったことで、2020年の文化界部門を受賞した古舘伊知郎は、唯一個人名義での複数回受賞者となった。
2021年は総合展内での発表がなく、その後も目立った告知や報道がなく、総合展の公式サイトから本賞に関するページが削除されたことから、事実上終了したとみられる。

## 受賞者一覧
芸名・グループ名や、スポーツ界部門における年寄名（大相撲）等は、受賞当時のものを記載。
| 回 | 年度   | 政界部門                 | 経済界部門               | 文化界部門                           | 芸能界部門                                                 | スポーツ界部門 | サングラス部門          | 特別賞            |
| -- | ------ | ------------------------ | ------------------------ | ------------------------------------ | ---------------------------------------------------------- | -------------- | ----------------------- | ----------------- |
| 1  | 1988年 | 安倍晋太郎（政財界部門） | 安倍晋太郎（政財界部門） | 逸見政孝                             | （なし）                                                   | 九重勝昭       | （なし）                | （なし）          |
| 2  | 1989年 | 田英夫（政財界部門）     | 田英夫（政財界部門）     | さだまさし（芸能文化界部門）         | さだまさし（芸能文化界部門）                               | 江本孟紀       | （なし）                | かとうかずこ      |
| 3  | 1990年 | 森山眞弓（政財界部門）   | 森山眞弓（政財界部門）   | ケント・デリカット（芸能文化界部門） | ケント・デリカット（芸能文化界部門）                       | （なし）       | （なし）                | 古舘伊知郎        |
| 4  | 1991年 | 加藤六月（政財界部門）   | 加藤六月（政財界部門）   | 大島渚（芸能文化界部門）             | 大島渚（芸能文化界部門）                                   | 中畑清         | （なし）                | 田中美奈子        |
| 5  | 1992年 | 綿貫民輔（政財界部門）   | 綿貫民輔（政財界部門）   | 市川森一（芸能文化界部門）           | 市川森一（芸能文化界部門）                                 | 野村克也       | （なし）                | 清水美砂          |
| 6  | 1993年 | 土井たか子（政財界部門） | 土井たか子（政財界部門） | 米長邦雄                             | 陣内孝則                                                   | 星野仙一       | （なし）                | 林家こぶ平        |
| 7  | 1994年 | 武村正義（政財界部門）   | 武村正義（政財界部門）   | 大林宣彦                             | 伊東四朗                                                   | 花田勝治       | （なし）                | 石田ひかり        |
| 8  | 1995年 | 加藤紘一                 | 大賀典雄                 | 津川雅彦（俳優部門）                 | 加藤茶（タレント部門）                                     | 大沢啓二       | （なし）                | 賀来千香子        |
| 9  | 1996年 | 橋本龍太郎               | 大前研一                 | 服部幸應                             | 野際陽子                                                   | 小宮山悟       | （なし）                | 有森裕子          |
| 10 | 1997年 | 亀井静香                 | 宮内義彦                 | 渡辺淳一                             | アグネス・チャン（国際部門）                               | 鈴木博美       | 鈴木雅之                | 雛形あきこ        |
| 11 | 1998年 | 不破哲三                 | （なし）                 | テリー伊藤                           | 西村雅彦                                                   | （なし）       | いしだ壱成              | 飯島直子          |
| 12 | 1999年 | 山崎拓                   | 中坊公平                 | ねじめ正一                           | 佐野史郎                                                   | 高原須美子     | 梅宮アンナ              | （なし）          |
| 13 | 2000年 | 扇千景                   | 角川歴彦                 | 三谷幸喜                             | 奥田瑛二                                                   | 高橋尚子       | 石井竜也                | 川原亜矢子        |
| 14 | 2001年 | 遠山敦子                 | 森稔                     | 秋元康                               | KONISHIKI                                                  | 新庄剛志       | 浜崎あゆみ              | 米倉涼子          |
| 15 | 2002年 | 石原慎太郎               | 渡邉恒雄                 | 浅田次郎                             | 仲間由紀恵                                                 | （なし）       | Gackt                   | 柴咲コウ          |
| 16 | 2003年 | 塩川正十郎               | 浜田広                   | 羽生善治                             | hitomi                                                     | 蝶野正洋       | 長瀬智也                | SHIHO             |
| 17 | 2004年 | 谷垣禎一                 | 稲盛和夫                 | 久米宏                               | 八嶋智人                                                   | 宮里藍         | 哀川翔                  | 佐藤江梨子        |
| 18 | 2005年 | 町村信孝                 | 日枝久                   | 鳥越俊太郎                           | 笑福亭鶴瓶                                                 | （なし）       | 寺尾聰                  | 石川亜沙美        |
| 19 | 2006年 | 渡部恒三                 | 武田國男                 | なかにし礼                           | 光浦靖子                                                   | 亀田興毅       | 高橋克典                | 観月ありさ        |
| 20 | 2007年 | 東国原英夫               | 藤田晋                   | 養老孟司                             | 眞鍋かをり                                                 | 鈴木亜久里     | 竹中直人                | 森泉              |
| 21 | 2008年 | 渡辺喜美                 | 張富士夫                 | 堺屋太一                             | （なし）                                                   | 浅尾美和       | スガシカオ              | 上野樹里          |
| 22 | 2009年 | 長妻昭                   | 柳井正                   | 石坂浩二                             | 井上真央                                                   | （なし）       | 唐沢寿明                | スザンヌ          |
| 23 | 2010年 | 仙谷由人                 | 星野佳路                 | 徳光和夫                             | 宮川大輔                                                   | （なし）       | 梨花                    | 川島海荷          |
| 24 | 2011年 | 鹿野道彦                 | 藤巻幸夫                 | 高島彩                               | 水谷豊                                                     | 三浦知良       | 土屋アンナ              | AKB48             |
| 25 | 2012年 | 森本敏                   | 榊原英資                 | 宮本亜門                             | 優木まおみ                                                 | 澤穂希         | 香里奈                  | 剛力彩芽          |
| 26 | 2013年 | 稲田朋美                 | 森永卓郎                 | 百田尚樹                             | 鈴木保奈美                                                 | 亀田和毅       | ローラ                  | 武井咲            |
| 27 | 2014年 | 甘利明                   | 荻原博子                 | 高嶋ちさ子                           | 石原さとみ                                                 | 葛西紀明       | 道端アンジェリカ        | May J. AKB48      |
| 28 | 2015年 | 岸田文雄                 | 見城徹                   | 片岡愛之助                           | 桐谷美玲（女性） 又吉直樹（男性）                          | （なし）       | 中村アン                | 乃木坂46          |
| 29 | 2016年 | 河野太郎                 | 大西洋                   | 春風亭昇太                           | 広末涼子（女性） 及川光博（男性）                          | （なし）       | 西内まりや              | 河北麻友子        |
| 30 | 2017年 | 世耕弘成                 | 岡藤正広                 | 宮藤官九郎                           | 土屋太鳳（女性） 高橋一生（男性）                          | 吉田沙保里     | 森星                    | 欅坂46            |
| 31 | 2018年 | 石井啓一                 | 似鳥昭雄                 | 加藤綾子                             | 豊川悦司                                                   | （なし）       | ダレノガレ明美          | モーニング娘。'18 |
| 32 | 2019年 | 松井一郎                 | 岸博幸                   | 立川志らく                           | 岡田結実                                                   | （なし）       | 西島隆弘 トリンドル玲奈 | 田中みな実        |
| 33 | 2020年 | 加藤勝信                 | （なし）                 | 古舘伊知郎                           | 吉田羊（女性） 中井貴一（男性） よしもとメガネ選抜（芸人） | （なし）       | 滝藤賢一 藤田ニコル     | 生見愛瑠          |